# Hans Gustav Dittenberger von Dittenberg
Hans Gustav Dittenberger von Dittenberg, auch Gustav Dittenberg, (* 1794 in Neuenweg (heute zu Kleines Wiesental); † 15. Oktober 1879 in Moskau) war ein deutscher Maler, Graphiker, Illustrator und Fotograf.

## Leben

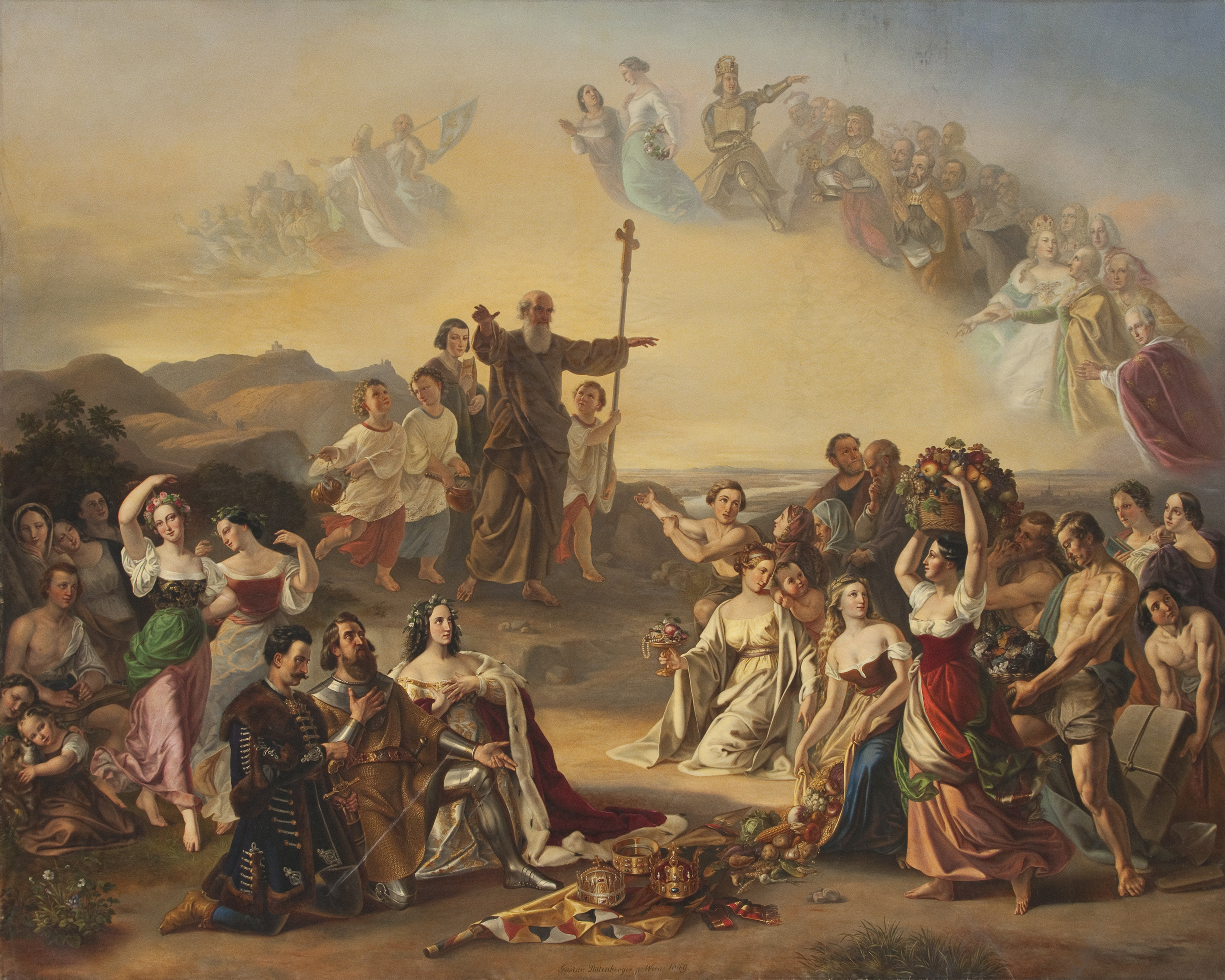
Der heilige Severin segnet das Land Österreich (1849), Österreichische Galerie Belvedere

Dittenbergs erste Ausbildung erfolgte vor 1817 bei den Malern Friedrich Rottmann und Jakob Roux in Heidelberg. Zwischen 1817 und 1822 lernte er bei Peter von Cornelius in München. Im Jahr 1823 nahm er an der Kunst- und Industrie-Ausstellung in Karlsruhe teil. Gegen 1824 bis um 1825 hielt er sich in Paris auf, wo er Schüler bei Antoine-Jean Gros war. 1831 war Dittenberg in Rom, und ab 1836 in Wien tätig. Von 1857 bis 1871 arbeitete er in Sankt Petersburg, wo er an der Ausmalung des Marienpalastes beteiligt war. 1871 siedelte er nach Moskau über, wo er als Maler arbeitete.